# Lingot de Castelnaudary
Le lingot de Castelnaudary est une vieille variété de haricot lingot blanc, cultivée dans la région de Castelnaudary depuis plus de trois siècles.
Ce haricot blanc est la base du plat typique de Castelnaudary, le cassoulet.
Il est désormais IGP.